# Nordzyprische Poolbillard-Meisterschaft
Die nordzyprische Poolbillard-Meisterschaft ist eine jährlich ausgetragene Poolbillardturnierserie zur Ermittlung des nationalen Meisters der Türkischen Republik Nordzypern in dieser Billardvariante.
Gespielt werden insgesamt fünf Turniere in den Disziplinen 8-Ball, 9-Ball, 10-Ball und 14/1 endlos (zwei im 8-Ball und jeweils eins in den drei anderen Disziplinen) aus denen anhand eines Punkteschlüssels die Gesamtwertung gebildet wird. Bis zur Saison 2013/14 wurden sechs Turniere gespielt.
Rekordsieger ist Berk Mehmetcik, der seit 2012 viermal nordzyprischer Meister wurde.
Seit der Spielzeit 2015/16 werden neben dem Wettbewerb der Herren auch separate Wettbewerbe für Senioren und Junioren ausgetragen.

## Nordzyprische Meister
Im Folgenden sind die Ergebnisse seit 2012 angegeben.

### Herren
| Saison  | 1. Platz       | 2. Platz         | 3. Platz         | 4. Platz           |
| ------- | -------------- | ---------------- | ---------------- | ------------------ |
| 2012/13 | Berk Mehmetcik | Mehmetali Sözgen | Hüseyin Borankan | Ali Karanfiloğlu   |
| 2013/14 | Berk Mehmetcik | Mehmetali Sözgen | Onuç Altur       | Emir Ahmet Konuklu |
| 2014/15 | Berk Mehmetcik | Ali Karanfiloğlu | Osman Şanlisoy   | Onuç Altur         |
| 2015/16 | Berk Mehmetcik | Onuç Altur       | Hüseyin Borankan | Ali Karanfiloğlu   |

### Senioren
| Saison  | 1. Platz           | 2. Platz       | 3. Platz      | 4. Platz        |
| ------- | ------------------ | -------------- | ------------- | --------------- |
| 2015/16 | Emir Ahmet Konuklu | Rüstem Aygünlü | Hakan Doğahan | Mücahit Çelikağ |

### Junioren
| Saison  | 1. Platz      | 2. Platz       | 3. Platz     | 4. Platz    |
| ------- | ------------- | -------------- | ------------ | ----------- |
| 2015/16 | Mustafa Alnar | Osman Şanlisoy | Bilge Alaçam | Aykin Burcu |